# باله‌پولکی‌ها
باله‌پولکی‌ها (نام علمی: Parma) نام یک سرده از تیره شقایق‌ماهیان است.